# Värdehandling
En värdehandling är ett dokument eller annat föremål som är bevis på ett ekonomiskt värde. Till värdehandlingar räknas betalningsmedel som kontanter, postväxlar, checkar och kontokort, och bevis på genomförda affärer som polletter, biljetter och kvitton.
Även nycklar, passerkort, mobiltelefoner och legitimationer, och andra föremål som ger tillgång till egendom och information, är värdehandlingar.
Säker hantering av värdehandlingar omfattar bland annat bankfack och rekommenderad post.